# Ólafur Jóhannesson
Pour les articles homonymes, voir Ólafur Jóhannesson (homonymie).
Ólafur Jóhannesson (né le 1er mars 1913 – mort le 20 mai 1984) est Premier ministre d'Islande à deux occasions (1971-1974 et 1978-1979) pour le Parti du progrès.

## Biographie
Ólafur est formé au Akureyri Junior College (en), puis étudie le droit à l'université d'Islande. Après des études au Danemark et en Suède, il travaille un temps comme juriste, puis retourne à l'école et enseigne le droit à l'université d'Islande de 1947 à 1978.
En 1941, Ólafur épouse Dóra Guðbjartsdóttir (1915−2004). Le couple a 3 enfants.